# Westbahn (Bonn)

Lage der Strecke in Bonn, Planungsstand der frühen 2000er Jahre

Die Westbahn ist ein Nahverkehrsprojekt in Bonn zur Anbindung der westlichen Stadtteile und des Stadtbezirks Hardtberg an das Stadtzentrum, das sich seit den 1970er Jahren in Planung befindet. Der Abschnitt durch die Weststadt ist umstritten und wurde mindestens drei Mal vollständig umgeplant.
Bis Herbst 2019 hieß das Projekt nach dem Ort der geplanten Endhaltestelle Hardtbergbahn.

## Vorgeschichte
Die Orte Poppelsdorf und Endenich, die 1904 nach Bonn eingemeindet worden waren, wurden im Laufe des Jahres 1907 durch zwei Straßenbahnlinien mit der Innenstadt verbunden: Die Linie 4, eröffnet am 1. März 1907, führte von der Quantiusstraße auf der Rückseite des Hauptbahnhofs über die Meckenheimer Allee nach Poppelsdorf und endete am Clemens-August-Platz. Die Linie 5 begann seit dem 4. Oktober 1907 ebenfalls an der Quantiusstraße und führte über die Endenicher Allee, Frongasse und Endenicher Straße zur Pastoratsgasse in Endenich. Mit der Eröffnung der Südunterführung am Hauptbahnhof am 1. Mai 1936 wurde die Strecke nach Endenich Teil der Linie 3.
Nachdem Bonn 1949 zur Bundeshauptstadt wurde, stiegen die Fahrgastzahlen enorm an. Der Fuhrpark war zu diesem Zeitpunkt überaltert und dem Verkehrsbetrieb fehlten die Mittel für neue Fahrzeuge. Um dem dadurch bedingten Fahrzeugmangel zu begegnen, wurde die Strecke nach Poppelsdorf im November 1953 und die nach Endenich im April 1955 auf Busse umgestellt.
Westlich von Endenich und Poppelsdorf entstanden in den folgenden Jahren mehrere Bundesministerien als Arbeitsplatzschwerpunkte und später mehrere Großsiedlungen. Diese Gebiete wurden 1969 nach Bonn eingemeindet und als Stadtbezirk Hardtberg zusammengefasst.

## Planungsgeschichte

Stadtbahn-Zielnetz 1972

Mit steuerlichen Änderungen 1966 und später dem Gemeindeverkehrsfinanzierungsgesetz erhielt die Stadt Bonn die Möglichkeit, ihr Schienennetz zu modernisieren. Nach dem Baubeginn des ersten Tunnelabschnittes wurde ein Gesamtkonzept „Stadtverkehr Bundeshauptstadt Bonn“ entwickelt, das der Stadtrat am 15. Juni 1972 verabschiedete. Für die Stadtbahn war neben der Nord-Süd-Achse A eine Ost-West-Achse B vorgesehen, die im Osten die Siegburger Bahn (B1) und den Abschnitt der Siebengebirgsbahn bis Ramersdorf (B2) umfasste. Im Westen war eine Stadtbahnstrecke an den westlichen Rand von Endenich vorgesehen. Dort spaltete sich die Achse in eine Strecke nach Duisdorf (B3), die als Ersatz für die stilllegungsbedrohte Voreifelbahn vorgesehen war und eine Strecke zum Hardtberg (B4), die den Brüser Berg und das Bundesministerium der Verteidigung auf der Hardthöhe erschließen sollte. Der Bau der westlichen Strecken der B-Achse sollte zeitnah nach Fertigstellung der A-Strecken beginnen. Beim Bau des U-Bahnhofs Hauptbahnhof wurde das Zielkonzept bereits berücksichtigt und ein Tunnelstutzen angelegt. Der Tunnelstutzen befindet sich unter dem heutigen Busbahnhof und weist auf die Fußgängerunterführung zwischen Kaiserplatz und Poppelsdorfer Allee. Dieser Tunnelstutzen bildete den Ausgangspunkt für fast alle Planungen der Hardtbergbahn und wird derzeit als Abstellort des letzten Bonner Achtachsers genutzt, der daher nicht für die Öffentlichkeit zugänglich ist.

### Erste Stadtbahnplanung (1972)

Streckenverlauf durch die Weststadt nach erster Planung

Der ursprüngliche Plan sah vor, den Tunnel der Hardtbergbahn der Poppelsdorfer Allee folgen zu lassen und an deren Ende unter die Meckenheimer Allee zu verschwenken. Am Poppelsdorfer Schloss war eine Haltestelle vorgesehen, westlich sollte die Strecke in einem weiten Bogen an die Reuterstraße/A 565 schwenken. Auf der Westseite der Poppelsdorfer Mensa sollte eine weitere Haltestelle liegen, bevor die Strecke die Autobahn – dem Wiesenweg folgend – überquert hätte. Endenich wäre in gerader Linie durchquert worden.
Da die Tunnel damals ausschließlich in offener Bauweise gebaut wurden, wäre es unvermeidlich gewesen, die Prachtstraße für die Hardtbergbahn nahezu komplett abzuholzen, was erbitterte Proteste provozierte. Schließlich gab der Stadtrat 1980 die Pläne auf.

### Zweite Stadtbahnplanung (1986)

Streckenverlauf durch die Weststadt nach zweiter Planung

Im Jahre 1986 beauftragte der Stadtrat die Verwaltung, eine neue Planung für die Hardtbergbahn auszuarbeiten, die zwei Jahre später vorgelegt wurde. Nach dem neuen Plan sollte der Tunnel vom Kaiserplatz in einem Bogen unter die Quantiusstraße führen und dann durch Colmantstraße und Endenicher Allee geführt werden. In Höhe Kaufmannstraße war eine Haltestelle vorgesehen. Vor der Poppelsdorfer Mensa sollte die Strecke nach Norden auf die zu überdeckelnde A 565 schwenken und am „Endenicher Ei“ auf die B 56 treffen. Entlang der mittlerweile als Umgehungsstraße ausgebauten B 56 sollte die Strecke zwischen Endenich und Neu-Endenich hindurch geführt werden.
Für die Straßenbahnstrecke nach Dottendorf war ein Anschluss der bestehenden Wendeanlage parallel zur Kaiserstraße an die oberirdische Strecke in der Königstraße vorgesehen.
Auch diese Streckenführung war umstritten. Dennoch erging 1993 ein Planfeststellungsbeschluss.

### Straßenbahnplanung (1995)

Streckenverlauf durch die Weststadt nach dritter Planung

Die Kommunalwahl 1994 brachte einen Wechsel der Mehrheitsverhältnisse in Bonn. Die neue rot-grüne Ratsmehrheit ließ den Planfeststellungsbeschluss umgehend aufheben und beauftragte im folgenden Jahr eine neue Planung. Die neue Hardtbergbahn folgte im Wesentlichen der bisher vorgesehenen Streckenführung, verzichtete jedoch gänzlich auf Tunnel. Stattdessen sollte eine rein oberirdische Strecke gebaut werden, die auf die neuen Niederflurstraßenbahnen ausgelegt war. Die Fahrzeuge können engere Kurven befahren als die bislang vorgesehenen Stadtbahnwagen und benötigen keine Hochbahnsteige, um einen barrierefreien Einstieg zu ermöglichen. Dies ermöglichte es, in Hardtberg eine neue Streckenführung über den Schieffelingsweg zu planen, die die dortige Bebauung wesentlich besser erschlossen hätte als die vorherige Planung.

### Kompromissplanung (2000)

Streckenverlauf durch die Weststadt nach vierter Planung

Nach der Kommunalwahl 1999 hatte die CDU zunächst eine absolute Mehrheit im Stadtrat. Sie war im Wahlkampf dafür eingetreten, die Hardtbergbahn aufzugeben und stattdessen den Autoverkehr entlang der B 56 durch Bau einer Unterführung anstelle der Viktoriabrücke zu stärken. Im Frühjahr 2000 schließlich verständigten sich Vertreter von CDU und SPD, von diesen Plänen wieder abzurücken und eine erneute Planung zu starten, die unabhängig von wechselnden Ratsmehrheiten weiterverfolgt werden sollte.
Die Hardtbergbahn wurde weiterhin für Niederflur-Straßenbahnen geplant, jedoch sollte sie am Hauptbahnhof an den vorhandenen Tunnelstutzen angeschlossen und von dort unterirdisch bis zur Autobahn geführt werden. Der Tunnel sollte unterhalb der Poppelsdorfer Allee zur Baumschulallee geführt werden, wo sich die Strecke nach Dottendorf und die Hardtbergbahn verzweigt hätten. Die Strecke nach Dottendorf hätte auf einer Rampe vor dem Petruskrankenhaus die Oberfläche erreicht und sich an der Kreuzung Bonner Talweg/Königstraße mit der bisherigen Strecke vereinigt. Die Hardtbergbahn sollte unter der Baumschulallee und der Endenicher Allee mit zwei Zwischenhaltestellen bis zur Poppelsdorfer Mensa geführt werden. Der weitere Streckenverlauf entsprach der Straßenbahnplanung, wobei ab der Provinzialstraße eine alternative Streckenführung entlang der Autobahn anstatt über den Schieffelingsweg geprüft wurde, die das Gebiet schlechter erschlossen hätte, aber schneller gewesen wäre.

Letzte Planung vor der Einstellung des Verfahrens 2006

Im Oktober 2006 führte die Bezirksregierung Köln einen Erörterungstermin zur aktuellen Planung durch, bei dem der Stadt Bonn umfangreiche Auflagen gemacht wurden. Verfahrensunterlagen und Gutachten wurden als überarbeitungswürdig eingestuft. Zudem wurde festgestellt, dass für die Abdeckelung der Autobahn voraussichtlich keine Fördermittel zu erwarten seien.

### Entwicklung seit 2015
Am 26. März 2015 beschloss der Rat der Stadt Bonn, die bisherigen Planungen einzustellen. Die Verwaltung wurde beauftragt, mögliche Routen für eine oberirdische schienengebundene Verbindung zu prüfen und vorzuschlagen. Die Ergebnisse der daraufhin vorgelegten Machbarkeitsstudie (mit fünf Varianten) wurden im November 2019 vorgestellt.
Im Mai 2020 verständigte sich der zuständige Planungsausschuss auf eine Streckenführung entlang der Endenicher Straße. Die Neubaustrecke würde in dieser Variante zwischen Herwarth- und Rabinstraße die linke Rheinstrecke queren und direkt südlich der Haltestelle Thomas-Mann-Straße in die Bestandsstrecke eingefädelt werden. Die Stadtverwaltung wurde beauftragt, einen Detailplan für den ersten Bauabschnitt bis zum „Endenicher Ei“ vorzulegen und bis zur Sommerpause des Stadtrats mögliche Trassenvarianten für den zweiten Bauabschnitt bis Hardthöhe Südwache zu prüfen.
[veraltet]

## Ziele und Nutzen
Der öffentliche Nahverkehr im Bonner Westen hat mit dem Wachstum nicht Schritt gehalten. Der Stadtbezirk ist mit acht Buslinien im 20-Minuten-Takt und mehreren Ergänzungslinien erschlossen, die großteils über die stauanfällige B 56 verkehren. Zusätzlich befindet sich in Duisdorf der Bahnhaltepunkt Bonn-Duisdorf an der Voreifelbahn, der sich allerdings in Randlage befindet und zum Beispiel vom Wohngebiet Brüser Berg über zwei Kilometer und 80 Höhenmeter entfernt liegt. Entsprechend sehen die Verkehrsprognosen auch keinerlei Fahrgastrückgang für die Voreifelbahn durch die Westbahn. Im Zuge des Ausbaus der Voreifelbahn im Abschnitt Bonn–Alfter-Witterschlick von 2013 bis 2015 wurden die neuen Haltepunkte Bonn Helmholtzstraße (Inbetriebnahme Ende 2013) und Bonn-Endenich Nord (Ende 2014) errichtet, die jedoch das von der Westbahn zu erschließende Gebiet bestenfalls tangieren.